# Krywańska Grań

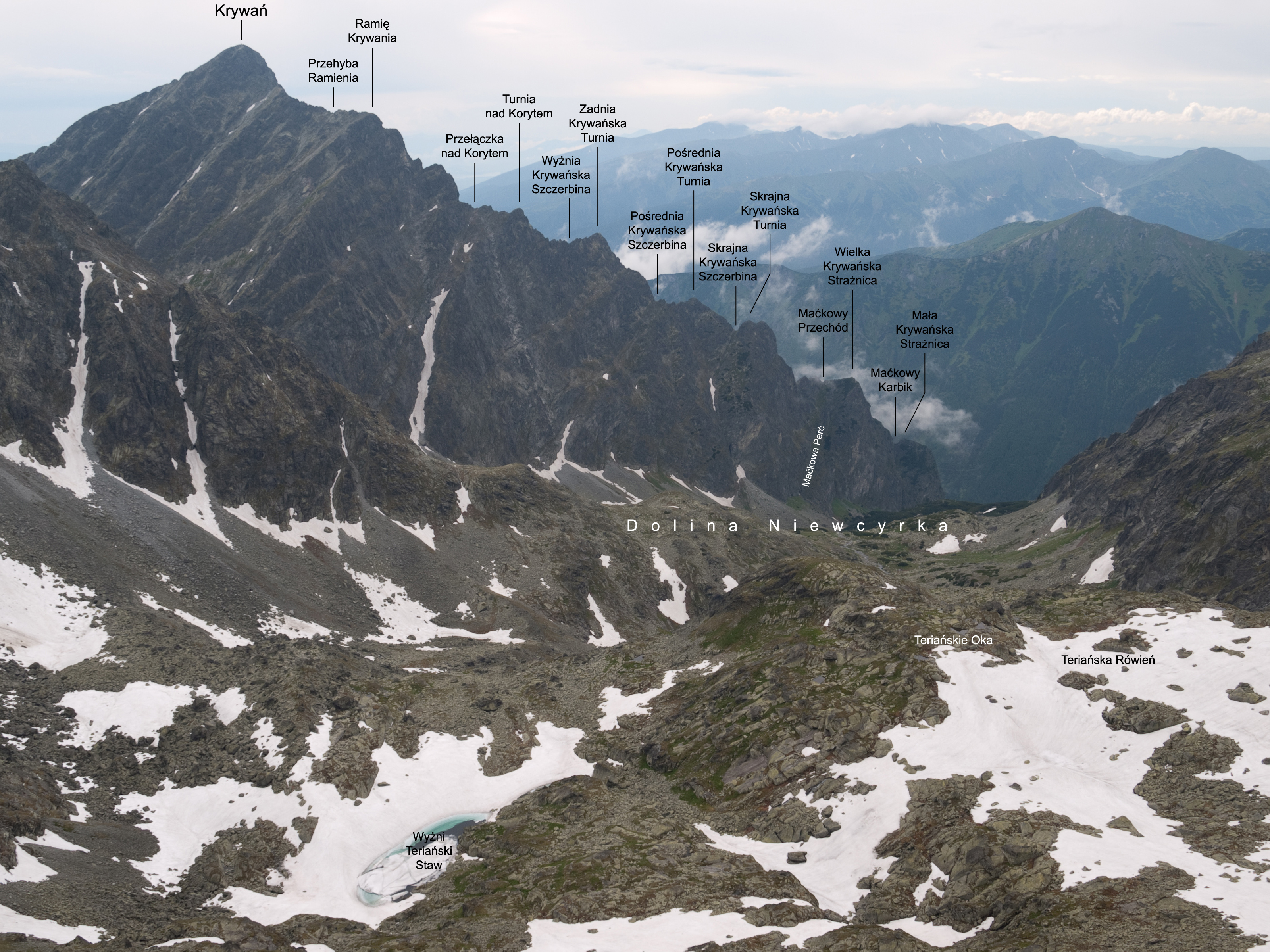
Krywańska Grań – widok z Furkotu

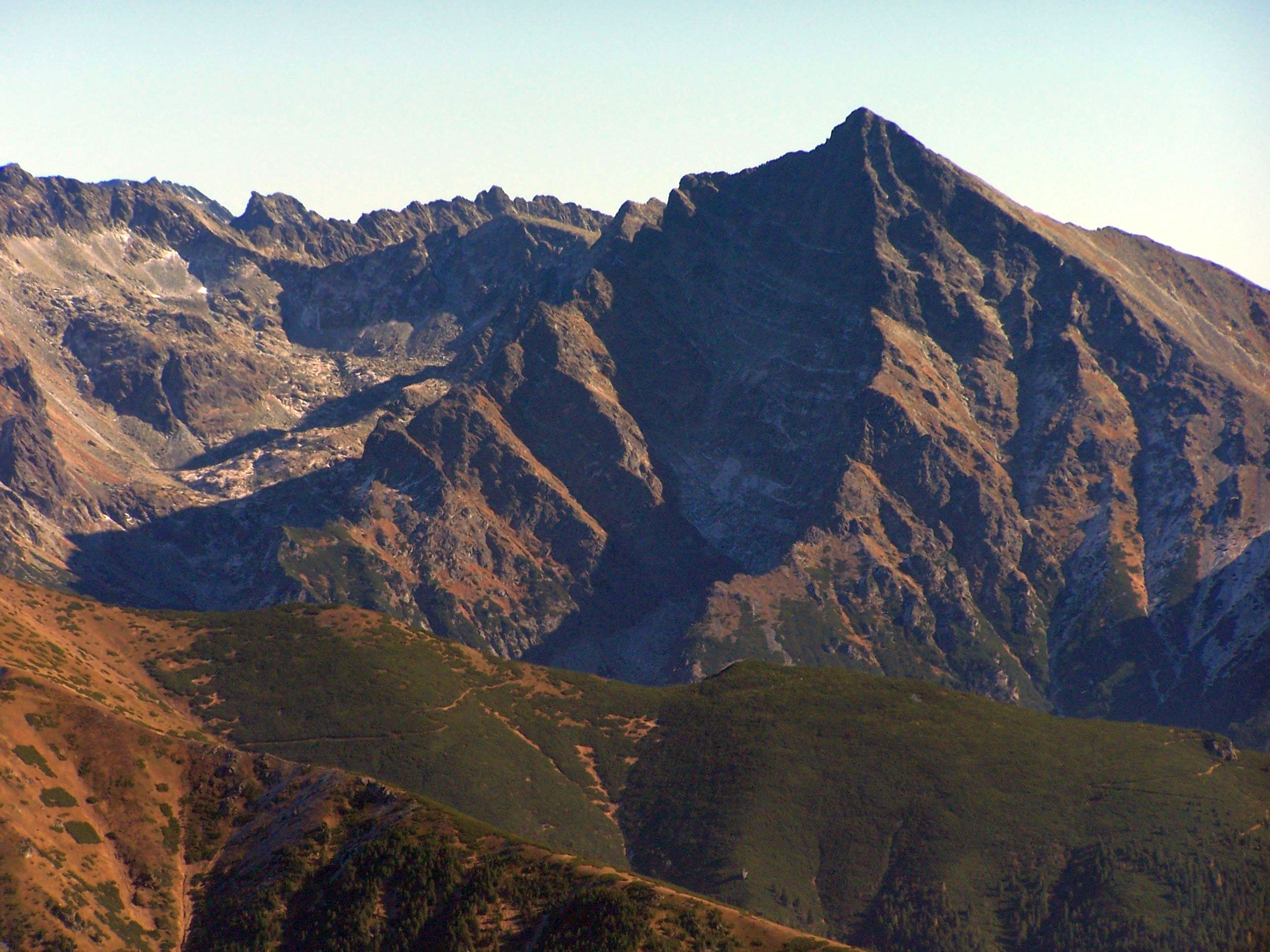
Widoczne są 4 granie Krywania. Pierwsza od lewej to Krywańska Grań

Krywańska Grań (słow. Krivánsky hrebeň) – północno-zachodnia, boczna grań Ramienia Krywania (2396 m), jedna z pięciu grani masywu Krywania (2495 m) w słowackich Tatrach Wysokich. Opada od Ramienia Krywania, położonego w głównej grani odnogi Krywania, do Doliny Koprowej i oddziela dolinę Niewcyrkę od Koryta Krywańskiego. Znajdują się w niej kolejno (licząc od Ramienia Krywania):
- Przełączka nad Korytem (Štrbina nad Kotlinami, 2258 m),
- Turnia nad Korytem (Veža nad Kotlinami, 2254 m),
- Wyżnia Krywańska Szczerbina (Vyšná krivánska štrbina, 2194 m),
- Zadnia Krywańska Turnia (Zadná krivánska veža, 2205 m),
- Pośrednia Krywańska Szczerbina (Prostredná krivánska štrbina, 2076 m),
- Pośrednia Krywańska Turnia (Prostredná krivánska veža, 2084 m),
- Skrajna Krywańska Szczerbina (Predná krivánska štrbina, 2027 m),
- Skrajna Krywańska Turnia (Predná krivánska veža, 2048 m),
- Maćkowy Przechód (Poľovnícky priechod, 1886 m),
- Wielka Krywańska Strażnica (Veľká krivánska strážnica, 1894 m),
- Maćkowy Karbik (Poľovnícka štrbina, 1720 m),
- Mała Krywańska Strażnica (Malá krivánska strážnica, 1735 m).

Cała grań i otaczające ją doliny znajdują się na obszarze ochrony ścisłej TANAP-u, nie prowadzi tutaj żaden szlak turystyczny, również taterników obowiązuje zakaz wchodzenia i wspinaczki.
Pierwszego przejścia grani, z ominięciem jej najniższego fragmentu, dokonali Alfred Martin i Johann Franz (senior) 20 września 1907 r. W okresie zimowym całą grań przeszli Vincent Kecer i František Ždiarsky 24 kwietnia 1964 r.